# Lachnum carneolum
Lachnum carneolum är en svampart som först beskrevs av Pier Andrea Saccardo, och fick sitt nu gällande namn av Rehm 1911. Lachnum carneolum ingår i släktet Lachnum och familjen Hyaloscyphaceae.  Arten är reproducerande i Sverige. Inga underarter finns listade i Catalogue of Life.